# 7997
『7997』（ななきゅーきゅーなな）は、日本のバンド・オレンジスパイニクラブのメジャー1作目の配信シングルである。

## 概要
- 前作「モザイク」から約1年5ヶ月ぶりのシングル。
- 表題曲は眞島秀和主演のテレビドラマ『#居酒屋新幹線』の主題歌に起用された[1]。ドラマ主題歌を担当するのは同バンド史上初である。

## 収録曲
1. 7997 [2:25]
作詞・作曲：スズキナオト
  - MBS制作、TBS系 ドラマイズム『#居酒屋新幹線』主題歌[1]。
  - タイトルは切符に印字されている通し番号をイメージしている[2]。
  - 一期一会の出会いを表現している[3]。

## タイアップ
| 曲順 | 曲名 | タイアップ                                                  |
| ---- | ---- | ----------------------------------------------------------- |
| #1   | 7997 | MBS/TBS系列ドラマイズム『#居酒屋新幹線』主題歌              |
| #1   | 7997 | ミヤギテレビ『ちょっとブレイクタイム』2月エンディングテーマ |